# Anthocoris gallarumulmi
Anthocoris gallarumulmi is een wants uit de familie van de bloemwantsen (Anthocoridae). De soort werd het eerst wetenschappelijk beschreven door Charles De Geer in 1773.

## Uiterlijk
De wants heeft, als volwassen dier, altijd volledige vleugels macropteer en kan 4 tot 4.5 lang worden. De voorvleugels zijn mat en bedekt met witte haartjes. De buitenste helft van het uiteinde van het hoornachtige gedeelte van de voorvleugels, de cuneus, is glanzend, net als de buitenste rand van het corium. De voorvleugels zijn donkerbruin tot roestbruin en het voorste deel is vaak lichter, de cuneus vaak donkerder. Het deels zwarte doorzichtige gedeelte van de voorvleugels heeft een witte vlek aan het begin en aan de zijkant. Normaliter zijn de vleugels over elkaar gevouwen en zijn dus drie vlekken te zien. Zowel de kop, als het halsschild en het scutellum zijn volledig zwart. Soms zijn de antennes geheel zwart of donkerbruin.
Vaak is het tweede antennesegment grotendeels bruin, het derde segment soms licht aan het begin. Van de bruine pootjes zijn de dijen vaak donker en de schenen lichter. Anthocoris gallarumulmi lijkt zeer veel op Anthocoris confusus, die is echter veel algemener, vaak wat kleiner en leeft op diverse loofbomen en niet voornamelijk op iep.

## Leefwijze
De wants komt de winter door als volwassen dier en er is een enkele generatie per jaar. De wantsen leven op iepen, (Ulmus) waar ze leven door te jagen op Eriosoma ulmi, een bladluissoort die bladgallen veroorzaakt. De eitjes worden begin mei gelegd in de zich ontwikkelende bladgallen. De wetenschappelijke naam verwijst ook naar dit gedrag. De volwassen wantsen verlaten de gallen alleen op te paren en tijdens het overwinteren. De wantsen worden derhalve dan ook voornamelijk in november en december waargenomen.

## Leefgebied
De soort is in Nederland zeldzaam. Het verspreidingsgebied strekt zich uit van Europa tot in Turkije en de Kaukasus.